# ولدیمیر ایوانف (اسکی‌باز)
ولدیمیر ایوانف (انگلیسی: Volodymyr Ivanov؛ زادهٔ) ورزشکار دوگانه اهل اوکراین است.